# Jean-Paul Zehnacker
 (février 2024).
Si vous disposez d'ouvrages ou d'articles de référence ou si vous connaissez des sites web de qualité traitant du thème abordé ici, merci de compléter l'article en donnant les références utiles à sa vérifiabilité et en les liant à la section « Notes et références ».
 (juillet 2023).
Jean-Paul Zehnacker, parfois orthographié Zennacker, est un acteur, metteur en scène, réalisateur et enseignant français, né le 5 septembre 1941 à Mulhouse.

## Biographie
Jean-Paul Zehnacker se forme avec Jean-Louis Barrault et Madeleine Renaud au Théâtre de France, puis à l'ENSATT - Rue Blanche à Paris, ayant Henri Rollan pour maître. Il continue sa formation au Conservatoire national supérieur d'art dramatique, sous la tutelle de Fernand Ledoux et Henri Rollan.  
Il en sort Premier Prix classique et Premier Prix moderne. 
Il est élève-comédien puis stagiaire à la Comédie française. En 1967, il y est engagé  comme « pensionnaire », et tourne pour la télévision. Il démissionne du « Français » après un an de présence.
Il est interprète dans deux feuilletons télévisés de Marcel Cravenne :  La Poupée sanglante,(d’après le roman de Gaston Leroux), et — aux côtés de Claude Jade —  le rôle de Vorski, dans L'Île aux trente cercueils, inspiré du roman éponyme de Maurice Leblanc.
On le retrouve dans la série Les Enquêtes du commissaire Maigret avec Jean Richard, dans l'épisode « L'affaire Saint-Fiacre », rôle du comte Maurice de Saint-Fiacre, un dandy désenchanté.
En 1980, au cinéma, il joue aux côtés de Nathalie Baye dans Je vais craquer.
En 1982, il reconstitue sous chapiteau le Théâtre du Globe, de William Shakespeare, et y monte la tragédie Hamlet, dont il interprète le rôle titre. 
Il est à l’origine de la création de la Troupe des Acteurs d’Île-de-France, qu’il dirige de 1983 à 1986. 
En 1986, il part au Canada, il tourne pour la télévision, et joue pour le théâtre de Montréal.
Depuis 2007, il s’investit dans des ateliers de formation continue pour les acteurs. Il fonde en 2011, un festival itinérant : le Festival d’acteurs, dans le Berry.
En 2020, il joue le rôle de Jean Moulin dans un monologue : Le Choix, basé sur un texte du héros de la Résistance, Premier combat, publié après la Seconde Guerre mondiale.
Il est professeur à l’ENSATT - Rue Blanche.

## Théâtre
- 1960 : Jules César de Shakespeare, Théâtre de France Jean-Louis Barrault
- 1962 : La Jalousie du Barbouillé, Festival d'Egleton (Centre d'art dramatique Rue Blanche)
- 1962 : Goupi Mains Rouges, rôle de Goupi Tonkin en tournée
- 1963 : Richard III de Shakespeare, Conservatoire National supérieur d'Art Dramatique (rôle Richard III et mise en scène)
- 1965 : La Guerre de Troie n'aura pas lieu de Jean Giraudoux, Festival de Saint-Malo, Saintes, Saint-Jean de Luz
- 1966 : Le Bourgeois Gentilhomme, Comédie-Française
- 1966 : L'Avare, Comédie-Française1
- 1966 : Le Voyage de monsieur Perrichon d'Eugène Labiche et Édouard Martin, mise en scène Jacques Charon, Comédie-Française (élève du conservatoire)
- 1967 : Dom Juan de Molière, mise en scène Antoine Bourseiller, Comédie-Française (élève du conservatoire)
- 1968 : L'Otage de Paul Claudel, mise en scène Jean-Marie Serreau, Comédie-Française
- 1970 : Le Procès Karamazov de Diego Fabbri, mise en scène Pierre Franck, Théâtre de la Michodière
- 1972 : Une anguille pour rêver de William Payne, mise en scène Marcel Lupovici, Théâtre 347
- 1973 : Smoking ou Les Mauvais Sentiments de Jean-Pierre Bisson, mise en scène de l'auteur, Festival d'automne à Paris
- 1974 : Cesare 1950 de Jean-Pierre Bisson, mise en scène de l'auteur, Festival d'Avignon
- 1974 : Othello de William Shakespeare, mise en scène Stéphan Meldegg, Bruxelles
- 1975 : Cesare 1950 de Jean-Pierre Bisson, mise en scène de l'auteur, Théâtre de Nice
- 1975 : Les Misérables de Paul Achard d'après Victor Hugo, mise en scène Jean Meyer, Théâtre de l'Agora Évry
- 1976 : Les Misérables de Paul Achard d'après Victor Hugo, mise en scène Jean Meyer, Théâtre des Célestins
- 1976 : Mangeront-ils ? de Victor Hugo, mise en scène Mario Franceschi, Théâtre La Bruyère
- 1976 : Hedda Gabler d'Henrik Ibsen, mise en scène Jean Meyer, Théâtre des Célestins
- 1977 : Hamlet de William Shakespeare, mise en scène Julien Bertheau, Théâtre des Célestins
- 1978 : La Tour de Nesle d'Alexandre Dumas, mise en scène Pierre Peyrou, Théâtre Présent
- 1982 : Hamlet de William Shakespeare, mise en scène Jean-Paul Zennacker, Porte de Champerret[5]
- 1984 : Horace de Corneille, mise en scène Jean-Paul Zennacker
- 1986 : L'interrogatoire  de Vladimir Volkoff, mise en scène Jean-Paul Zennacker, Paris Festival 13
- 1996 : Cinéma parlant de Julien Vartet, mise en scène Daniel Colas, Théâtre des Mathurins
- 2005 : Charlotte Corday de Daniel Colas, mise en scène de l'auteur, Théâtre du Nord-Ouest

## Filmographie

### Télévision
- 1967 : Lumières dans la nuit d'André Michel
- 1968 : Salomé de Pierre Koralnik - rôle de Jean-Baptiste
- 1972 : Les Rois maudits de Claude Barma
- 1974 : Quai de l'étrangleur de Boramy Tioulong : Gela
- 1976 : La Poupée sanglante de Marcel Cravenne
- 1978 : L’attentat de la rue Saint-Nicaise de Victor Vicas
- 1978 :Messieurs les Jurés : L'Affaire Heurteloup de Boramy Tioulong
- 1979 : L'Île aux trente cercueils de Marcel Cravenne
- 1980 : Fantômas, 4 épisodes réalisés par Claude Chabrol et Juan-Luis Bunuel
- 1980 : Les Enquêtes du commissaire Maigret, épisode : L'Affaire Saint-Fiacre de Jean-Paul Sassy
- 1980 : Vie et mort d'Untel de Fernand Vincent
- 1981 : Susi, série allemande Bavaria

### Cinéma
- 1980 : Je vais craquer : Michel
- 1989 : Bal perdu : Paul-Henri
- 2003 : La Vie nue : le père de Juliette
- 2004 : Le Convoyeur : Patton (crédité Jean-Paul Zennacker)
- 2006 : L'Oncle de Russie   de Francis Girod
- 2008 : MR 73 : maître Coleman
- 2009 : Le Premier Cercle : Cazes